# Autovía del Atlántico

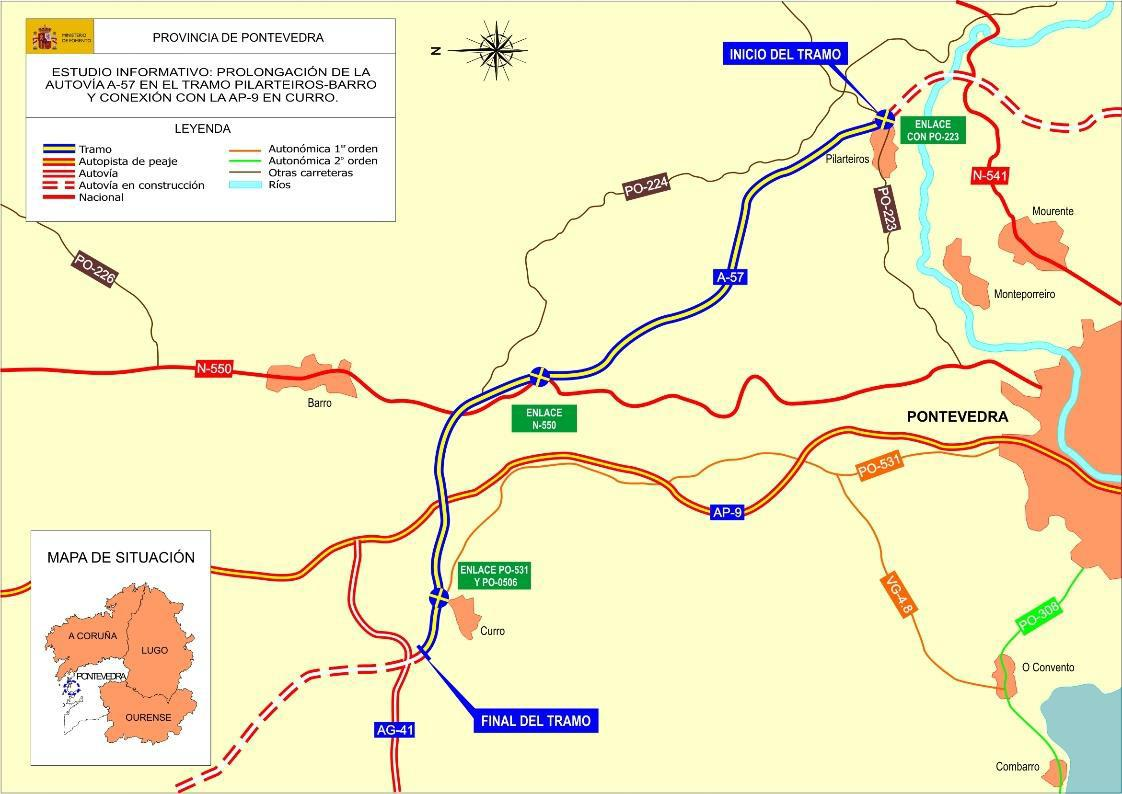
Prolongación de la autovía A-57

La autovía del Atlántico o A-57 es una autovía española. Está situada en el corredor occidental de Galicia, que recorre actualmente desde Vilaboa (N-554R y N-550) hasta A Ermida, en la parroquia de Marcón del municipio de Pontevedra, funcionando como circunvalación este de la ciudad de Pontevedra. De completarse, sería una vía de alta capacidad paralela a la autopista de peaje AP-9.
En la actualidad, se ha dividido para su tramitación en bastantes tramos, con diferentes estados. El 27 de diciembre de 2024 se inauguró el primer tramo de la autovía de 6 kilómetros entre la parroquia de Marcón en Pontevedra y el vecino municipio de Vilaboa y que funciona como primer tramo de la circunvalación Este de Pontevedra. En la apertura del primer tramo, le dividen unos 5,7 kilómetros de autovía y 2 kilómetros de carretera 2+1 (N-554R), con lo cual que este ramal de la N-554 sería de forma provisional hasta que anuncie el nuevo estudio informativo o proyecto de la prolongación al sur de Vilaboa hasta la conexión con la autovía de las Rías Bajas (A-52).

## Recorrido
La autovía A-57 empezará en O Confurco (municipio de Puenteareas) con la conexión de la Autovía de las Rías Bajas A-52, pasará por el monte a través de Redondela, Vilaboa y atravesado por el este de la ciudad de Pontevedra, formado como la Circunvalación Este de Pontevedra. Llegando en la final, en el Nudo de Curro con la autovía AG-41, la carretera PO-531 y la conexión con la autopista de peaje AP-9.
Hasta el 1 de octubre de 2015, la A-57 iba desde Barro hasta O Confurco. En 2015 se cambió el origen hasta la ciudad de La Coruña y la bautiza con el nuevo nombre de "Autovía del Atlántico". En 2024, con la apertura del primer tramo Vilaboa - A Ermida ha modificado el trayecto de origen y destino, el primer kilometraje inicia, provisionalmente, en la rotonda de la conexión ramal de la carretera N-554R en Vilaboa donde enlaza con la N-550 y la AP-9 y terminará en el Nudo de Curro con la AG-41.

## Tramos
| Denominación | Tramo                                                      | Kilómetros | Año servicio / Estado (2025)                                                                |
| ------------ | ---------------------------------------------------------- | ---------- | ------------------------------------------------------------------------------------------- |
|              | O Confurco A-52 - Padrones                                 | 7,2        | Proyecto y estudios caducados (pendiente licitación nuevo estudio informativo)              |
|              | Padrones - Pazos de Borbén                                 | 7,1        | Proyecto y estudios caducados (pendiente licitación nuevo estudio informativo)              |
|              | Pazos de Borbén - Sotomayor A-59                           | 6,1        | Proyecto y estudios caducados (pendiente licitación nuevo estudio informativo)              |
|              | Sotomayor A-59 - Vilaboa                                   | 7,5        | Proyecto y estudios caducados (pendiente licitación nuevo estudio informativo)              |
| A-57         | Circunvalación de Pontevedra Tramo: Vilaboa - A Ermida     | 5,7        | 2024                                                                                        |
|              | Circunvalación de Pontevedra Tramo: A Ermida - Pilarteiros | 5,04       | Estudio informativo terminado (aprobado definitivamente) (pendiente licitación de proyecto) |
|              | Pilarteiros - Curro AG-41                                  | 10,2       | Estudio informativo aprobado (pendiente de licitación de proyecto)                          |

## Alerta ambiental
La crítica ambiental más ácida frente a la construcción de la A-57 incide sobre la naturaleza de su necesidad. Al contrario de cómo algunos la presentan, ésta no es una circunvalación, sino una autovía que atravesará Galicia desde La Coruña hasta O Porriño paralela a la AP-9 que tendría un coste infinitamente mayor que rescatar para lo público la AP-9 y liberarla de su peaje.
El trazado de la A-57 planificado destruye una parte importante de la riqueza paisajística, medioambiental y cultural del río Lérez y Almofrei en Pontevedra. El trazado de esta carretera atraviesa sus valles por la mitad, dañando pueblos, hórreos, muros, preciosas masas de bosque atlántico y tramos de río con un enorme valor paisajístico, que sirven de refugio a una de las últimas poblaciones de salmón atlántico al Sur de Europa.
También una importante infraestructura local de ámbito internacional pionera en el cultivo de hongos medicinales y árboles micorrizados se vería afectada; destruyendo cientos de puestos de empleo en este sector. Sector en el que Galicia empieza a ser un referente internacional por la calidad y amplia aceptación de estos innovadores productos ecológicos del medio rural.